# الدستورية (مدرسة)

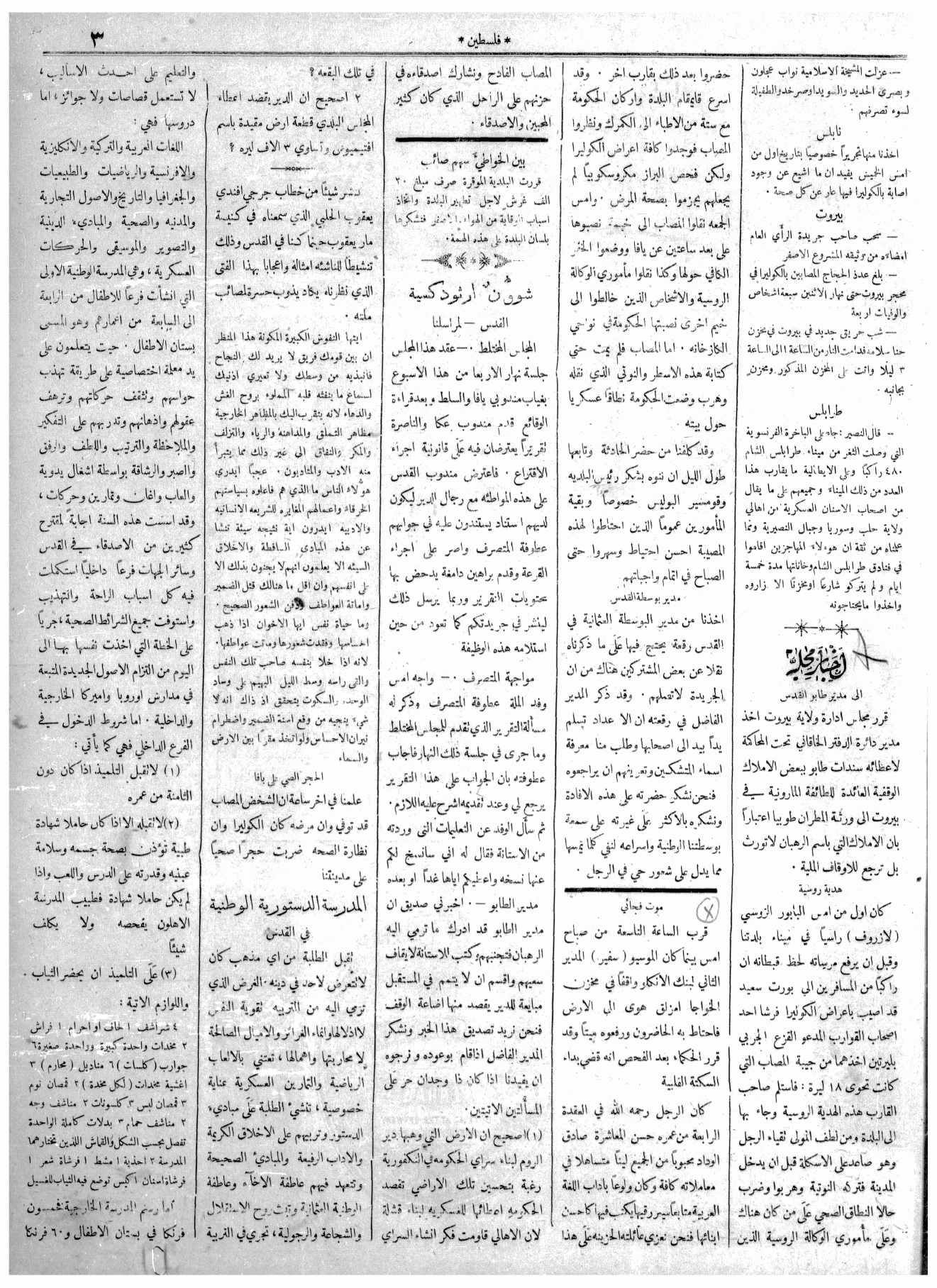
اعلان للمدرسة الدستورية في صحيفة فلسطين

المدرسة الدستورية كانت مدرسة في مدينة القدس داخل في فلسطين في الحقبة العثمانية، وقد أسسها خليل السكاكيني سنة 1909. سميت بهذا الاسم تيمنا بالدستور العثماني سنة 1908. تولى إدارتها خليل السكاكيني وزملائه علي جار الله، جميل الخالدي وافتيم مشبك. وكان مدرسة مستقلة غير تابعة لأي مؤسسة دينية.

## تخصص المدرسة

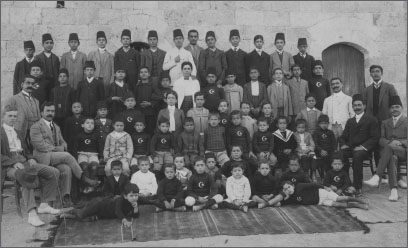
خليل السكاكيني وطلابه في المدرسة الدستورية، 1909.

اعتنت هذه المدرسة بالالعاب الرياضية والتمارين العسكرية عناية خصوصية.
تنشئ الطلاب على مبادئ الدستور وتربيتهم على الاخلاق الكريمة والمبادئ الصحيحة وتتعهد فيهم عاطفة الآخاء وعاطفة الوطنية العثمانية وتبث روح الاستقلال، الشجاعة والوطنية.
اما دروس المدرسية هي: اللغة العربية، التركية، الإنكليزية، الفرنسية وايضا كانت تعلم الرياضيات، جغرافيا، تاريخ، الطبيعيات، الاصول التجارية، المدنية، المبادئ الدينية، الصحية، التصوير، الموسيقى والحركات العسكرية.
هي المدرسة الوطنية الأولى التي أنشأت فرعا للاطفال من سن الرابعة حتى سن السابعة وسمي ببستان الأطفال.

## شروط دخولها
وقد كان لدى المدرسة الدستورية (الداخلية) عددت شروط، وهي:
1.لا يقبل التلميذ إذا لم يتجاوز الثامنة من عمره.
2.لا يقبل الطالب الا إذا كان يحمل شهادة طبية تؤذن بصحة جسمه، وسلامة عيناه وقدرته على الدرس واللعب وإذا لم يكن يحمل ورقة يتم فحصة من قبل طبيب المدرسة.
3. على كل طالب ان يحضر المستلزمات التي بحاجة لها.